# Tour Montparnasse
La Tour Montparnasse è un grattacielo di Parigi che si trova al 33 avenue du Maine, XIV arrondissement ed è stato progettato dal gruppo di architetti Eugène Beaudouin, Cassan e de Marien, capitanati da Jean Saubot. Con la sua altezza di circa 210 metri, fino al 2011 è stato l'edificio più alto della Francia, per poi esser superato dalla Tour First.
È stato l'edificio più alto dell'Unione Europea dal 1973 al 1990, anno in cui fu costruito il Messeturm di Francoforte sul Meno.

## Storia
La torre è stata costruita tra 1969 e 1972 sul luogo della vecchia stazione di Montparnasse ed inaugurata nel 1973. 

## Caratteristiche
L'altezza del grattacielo è di 210 metri con 59 piani, e ospita fra l'altro un ristorante al 56º piano. Sulla cima del grattacielo si trova una terrazza con parapetti, che possono essere smontati in due minuti per creare una piattaforma di atterraggio per elicotteri. La torre ospita uffici che occupano 90 000 m² su 52 livelli e danno lavoro a 5 000 persone. Il panorama visibile dal 56º piano e dalla terrazza ne fa un'attrazione per circa 600 000 turisti l'anno. La Tour Montparnasse è parte di un complesso che comprende anche un magazzino delle Galeries Lafayette ed altre attività commerciali minori. La presenza d'amianto in alcuni locali tecnici al 15º, 42º, 57º e 58º piano, rivelata nel marzo 2005, è stata fonte di problemi per la gestione della torre e ha richiesto immediate operazioni di bonifica.

## Galleria d'immagini

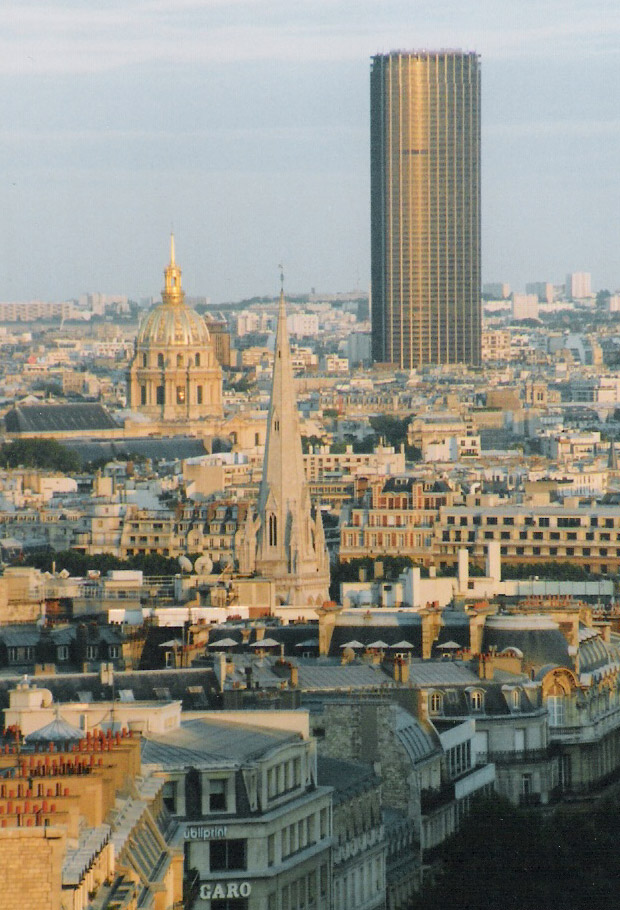
Vista dall'Arco di Trionfo
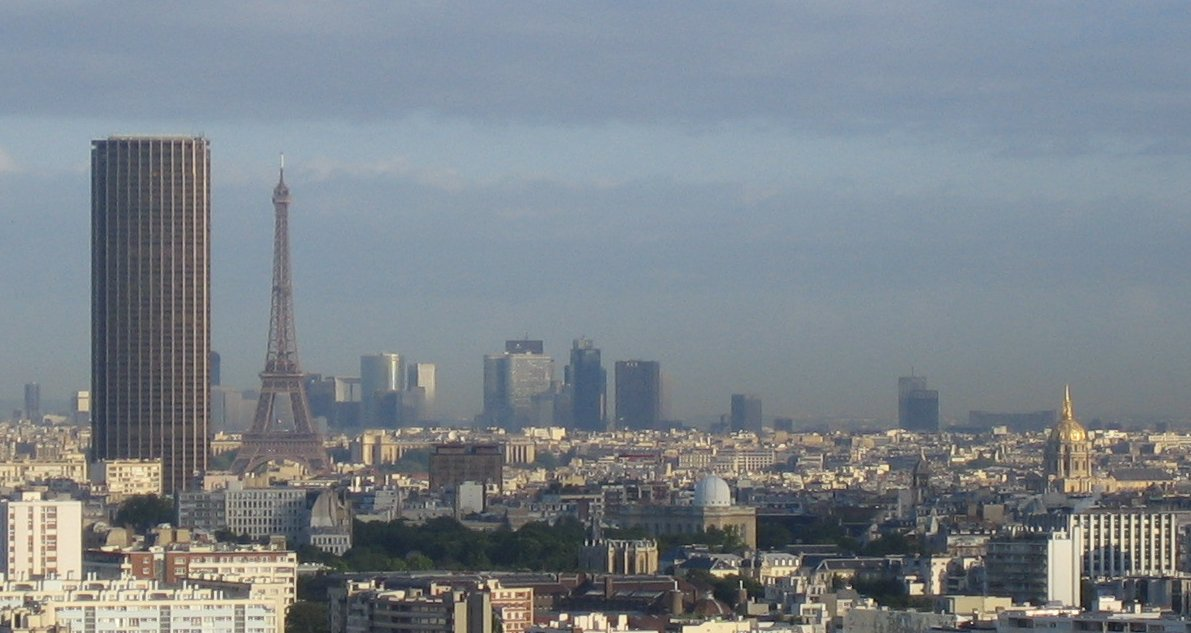
Uno skyline parigino con le due torri
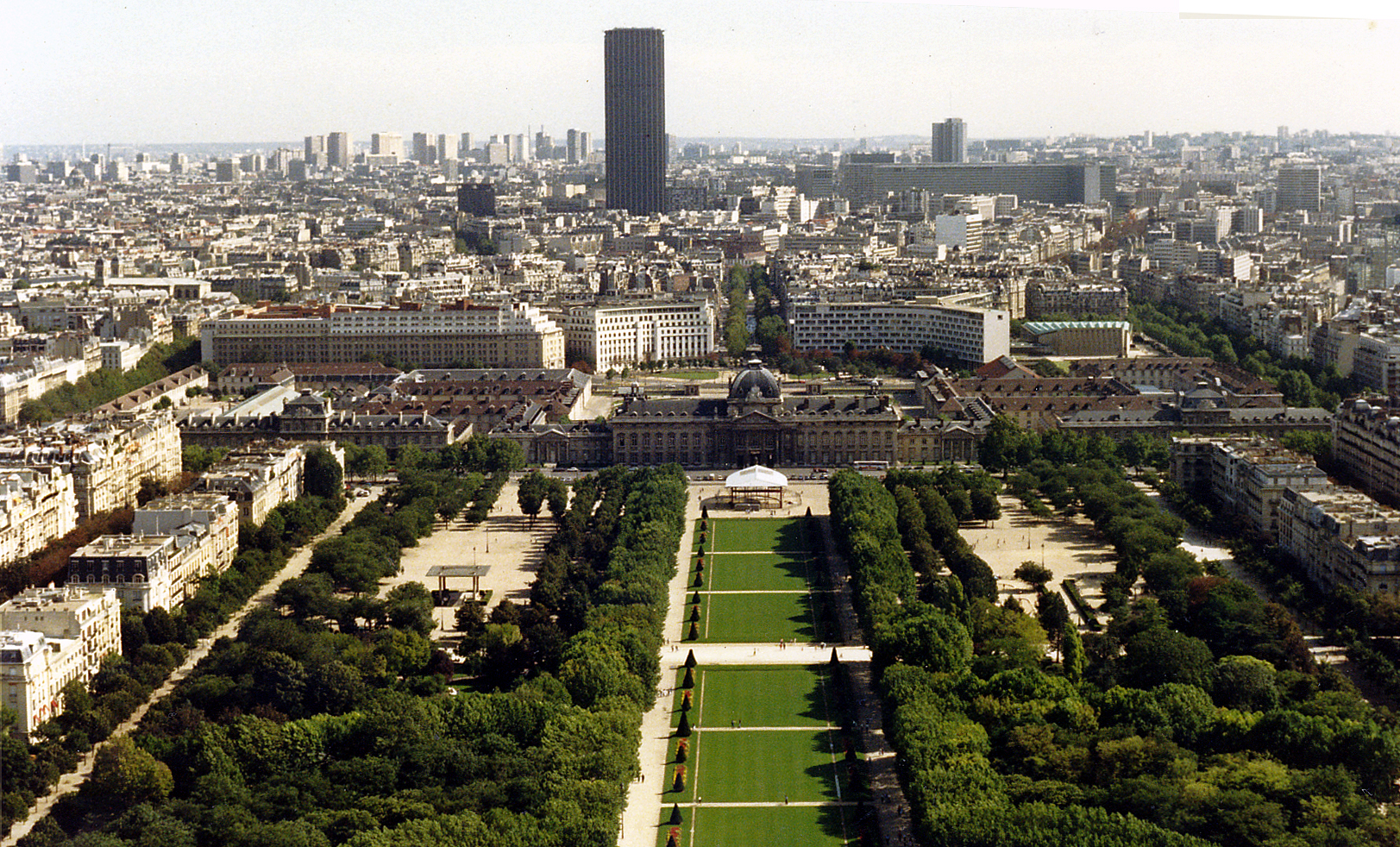
Vista dalla Torre Eiffel